# Twenty20 Cup 2021
Der Twenty20 Cup 2021 (aus Sponsoringgründen als Vitality Blast bezeichnet, oft auch nur T20 Blast) war die 19. Saison der englischen Twenty20-Meisterschaft, die vom 9. Juni bis zum 18. September 2021 ausgetragen wurde. Im Finale konnte sich die Kent Spitfire gegen die Somerset mit 25 Runs durchsetzen.

## Format
Die 18 First-Class-Counties wurden nach regionalen Gesichtspunkten in zwei Gruppen mit jeweils neun Mannschaften aufgeteilt. In dieser Gruppenphase spielte jede Mannschaft einer Gruppe jeweils zweimal gegen jedes der anderen Teams. Nach dessen Abschluss qualifizierten sich die ersten vier einer Gruppe für die Viertelfinale. Die Halbfinale wird dann zusammen mit dem Finale, vermarktet als Finals Day, an einem Tag in Birmingham ausgetragen.

## Gruppenphase

### North Group
Tabelle
Der Stand der Tabelle der North Group zum Ende der Gruppenphase.
| North Group           | Sp. | S | N | U | NR | P  | NRR    |
| --------------------- | --- | - | - | - | -- | -- | ------ |
| Notts Outlaws         | 14  | 9 | 2 | 3 | 0  | 21 | +1.503 |
| Yorkshire Vikings     | 13  | 7 | 5 | 0 | 1  | 15 | +0.305 |
| Lancashire Lightning  | 14  | 7 | 5 | 1 | 1  | 16 | +0.205 |
| Birmingham Bears      | 14  | 7 | 6 | 0 | 1  | 15 | +0.006 |
| Worcestershire Rapids | 14  | 6 | 6 | 1 | 1  | 14 | –0.629 |
| Leicestershire Foxes  | 14  | 6 | 8 | 0 | 0  | 12 | –0.019 |
| Durham                | 14  | 5 | 8 | 0 | 1  | 11 | –0.228 |
| Derbyshire Falcons    | 12  | 4 | 7 | 1 | 0  | 9  | –0.326 |
| Northants Steelbacks  | 13  | 4 | 8 | 0 | 1  | 9  | –0.871 |

Auf Grund von COVID-19-Fällen die zu Spielabsagen für Derbyshire führten wurden die Gruppenplatzierungen auf der Basis der durchschnittlichen Punkte in gespielten Spielen entschieden.

### South Group
Tabelle
Der Stand der Tabelle der South Group zum Ende der Gruppenphase.
| North Group     | Sp. | S | N | NR | P  | NRR    |
| --------------- | --- | - | - | -- | -- | ------ |
| Kent Spitfires  | 14  | 9 | 4 | 1  | 19 | +0.657 |
| Somerset        | 14  | 8 | 4 | 2  | 18 | +0.371 |
| Sussex Sharks   | 14  | 6 | 3 | 5  | 17 | +0.479 |
| Hampshire Hawks | 14  | 6 | 5 | 3  | 15 | +0.388 |
| Surrey          | 14  | 6 | 5 | 3  | 15 | +0.332 |
| Gloucestershire | 14  | 6 | 6 | 2  | 14 | +0.201 |
| Essex Eagles    | 14  | 5 | 8 | 1  | 11 | –468   |
| Middlesex       | 14  | 4 | 9 | 1  | 9  | –0.389 |
| Glamorgan       | 14  | 3 | 9 | 2  | 8  | –1.371 |

## Playoffs

### Viertelfinale
| 24. August Scorecard | Chester-le-Street | Yorkshire Vikings 177-7 (20)        | – | Sussex Sharks 178-5 (19.4) |
|                      |                   | Sussex Sharks gewinnt mit 5 Wickets |   |                            |

Yorkshire Vikings gewann den Münzwurf und entschied sich als Schlagmannschaft zu beginnen. Als Spieler des Spiels wurde Rashid Khan ausgezeichnet.
| 25. August Scorecard | Nottingham | Hampshire Hawks 125-9 (20)         | – | Notts Outlaws 123 (19.4) |
|                      |            | Hampshire Hawks gewinnt mit 2 Runs |   |                          |

Notts Outlaws gewann den Münzwurf und entschied sich als Feldmannschaft zu beginnen. Als Spieler des Spiels wurde Liam Dawson ausgezeichnet.
| 26. August Scorecard | Taunton | Lancashire Lightning 184-9 (20) | – | Somerset 185-3 (18.2) |
|                      |         | Somerset gewinnt mit 7 Wickets  |   |                       |

Somerset gewann den Münzwurf und entschied sich als Feldmannschaft zu beginnen. Als Spieler des Spiels wurde Tom Abell ausgezeichnet.
| 27. August Scorecard | Canterbury | Kent Spitfires 162-7 (20)          | – | Birmingham Bears 141 (20) |
|                      |            | Kent Spitfires gewinnt mit 21 Runs |   |                           |

Birmingham Bears gewann den Münzwurf und entschied sich als Feldmannschaft zu beginnen. Als Spieler des Spiels wurde Sam billings ausgezeichnet.

### Halbfinale
| 18. September Scorecard | Birmingham | Hampshire Hawks 150 (20)       | – | Somerset 153-8 (19.4) |
|                         |            | Somerset gewinnt mit 2 Wickets |   |                       |

Somerset gewann den Münzwurf und entschied sich als Schlagmannschaft zu beginnen. Als Spieler des Spiels wurde Josh Davey ausgezeichnet.
| 18. September Scorecard | Birmingham | Kent Spitfires 168-8 (20)          | – | Sussex Sharks 147 (19.1) |
|                         |            | Kent Spitfires gewinnt mit 25 Runs |   |                          |

Kent Spitfires gewann den Münzwurf und entschied sich als Schlagmannschaft zu beginnen. Als Spieler des Spiels wurde Daniel Bell-Drummond ausgezeichnet.

### Finale
| 18. September Scorecard | Birmingham | Kent Spitfires 167-7 (20)        | – | Somerset 142-9 (20) |
|                         |            | Kent Spitfires gewinnt mit 1 Run |   |                     |

Somerset gewann den Münzwurf und entschied sich als Feldmannschaft zu beginnen. Als Spieler des Spiels wurde Jordan Cox ausgezeichnet.